# 大湊分屯基地
座標: 北緯41度15分12秒 東経141度07分43秒 / 北緯41.25333度 東経141.12861度

津軽海峡周辺の海自（◆）・空自基地（▲）。1-松前警備所、2-松前警備所白神支所、3-竜飛警備所、4-函館基地隊、5-大湊基地、6-下北海洋観測所、7-車力分屯基地、8-大湊分屯基地

大湊分屯基地（おおみなとぶんとんきち、JASDF Ominato Sub Base）とは、青森県むつ市大字大湊字大近川44に所在し、第42警戒隊等が配置されている航空自衛隊三沢基地の分屯基地である。標高878mの釜臥山頂上付近及び麓にある。麓に庁舎・官舎（北緯41度15分11秒 東経141度7分43秒 / 北緯41.25306度 東経141.12861度）などがあり、山頂がレーダーサイト（北緯41度16分44秒 東経141度7分11秒 / 北緯41.27889度 東経141.11972度）となっている。両施設間は専用道路で結ばれている。
分屯基地司令は、第42警戒隊長が兼務。第42警戒隊は北部航空警戒管制団傘下の部隊であり、2021年（令和3年）7月1日に警戒群から警戒隊に改編された。その任務としては、対空警戒・監視と要撃管制である。弾道ミサイル発射警戒のため、従来のJ/FPS-2は平成19年度に撤去され、平成22年度にはJ/FPS-5（通称ガメラレーダー）に機材更新をした。
東奥日報「Web東奥」の取材によると、1976年のベレンコ中尉亡命事件の際は、低空飛行で進入してきたMiG-25（ミグ25）戦闘機を捕捉できなかった。

## 配置部隊
北部航空方面隊隷下
- （北部航空警戒管制団 ）
  - 第42警戒隊
    - 隊本部
    - 基地業務小隊
    - 監視管制小隊
    - 通信電子小隊

## 沿革
- 1954年（昭和29年）8月：アメリカ空軍が大湊に対空レーダー設置。
- 1955年（昭和30年）2月：北部訓練航空警戒隊大湊派遣隊が移駐、訓練開始。
- 1960年（昭和35年）6月：アメリカ空軍よりレーダー運用移管、施設も大蔵省より防衛庁へ移管。
- 1961年（昭和36年）7月15日：北部訓練航空警戒隊が北部航空警戒管制団に改編。同時に大湊派遣隊が第42警戒群に改編。
- 1976年（昭和51年）9月6日：ベレンコ中尉亡命事件
- 1980年（昭和55年）12月：J/FPS-2レーダー導入。
- 2011年（平成23年）7月：J/FPS-5レーダーが運用開始。
- 2021年（令和03年）7月1日：第42警戒群が第42警戒隊に改編[5]。